# Costera
Costera là một comarca trong tỉnh Valencia, Cộng đồng Valencian, Tây Ban Nha.

## Các đô thị bên trong
- L'Alcúdia de Crespins
- Barxeta
- Canals
- Cerdà
- Estubeny
- La Font de la Figuera
- Genovés
- La Granja de la Costera
- Llanera de Ranes
- Llocnou d'En Fenollet
- La Llosa de Ranes
- Moixent/Mogente
- Montesa
- Novetlè/Novelé
- Rotglà i Corberà
- Torrella
- Vallada
- Vallès
- Xàtiva